# Melksnijtand
In een menselijk melkgebit zitten acht melksnijtanden, twee in ieder kwadrant (zie afbeelding). Er zijn twee soorten melksnijtanden;
- Centrale melksnijtanden zijn de voorste tanden.
- Laterale melksnijtanden staan aan weerszijden van de centrale melksnijtanden.

Zoals de naam al zegt, dienen snijtanden om voedsel af te "snijden" tijdens het kauwen. Om deze functie te kunnen vervullen hebben snijtanden een relatief scherpe snijrand.
De melksnijtanden zijn meestal de eerste tandjes die doorkomen, bij baby's begint dit proces rond de 8 maanden en gaat gepaard met jeuk aan het tandvlees. De tanden blijven daarna zo'n 6 jaar in de mond zitten, waarna ze worden gewisseld voor de uiteindelijke snijtanden.

## Internationale tandnummering
Alle tanden en kiezen hebben door de internationale tandnummering een nummer gekregen, zodat het in de tandheelkunde meteen duidelijk is over welk gebitselement men praat. De nummering voor melkgebitten wijkt af van het systeem dat men gebruikt bij het volwassen gebit. Dit zijn de nummers die de melksnijtanden aangeven;
- Rechtsboven: 51 & 52
- Linksboven: 61 & 62
- Linksonder: 71 & 72
- Rechtsonder: 81 & 82